# Partido Comunista Revolucionario de los Estados Unidos
El Partido Comunista Revolucionario de los Estados Unidos (PCR; en inglés: Revolutionary Communist Party, USA, lit. 'Partido Comunista Revolucionario, EE. UU.'; RCP y conocidos como The RevComs), conocido originalmente como la Unión Revolucionaria, es un partido comunista de Estados Unidos, de orientación maoísta, fundado en 1975. EL PCR sostiene que el imperialismo norteamericano nunca cambiará pacíficamente y que la única manera que pueda ceder la opresión es a través de una revolución comunista. El PCR es frecuentemente señalado de ser un culto en torno a la figura de Avakian.

## Historia

### Años 1960-1970
El PCR se formó fuera de la Unión Revolucionaria del Área de la Bahía (Bay Area Revolutionary Union, BARU) y colectivos que se han arraigado en el Movimiento Juvenil Revolucionario II (Revolutionary Youth Movement II, RYM II) de la facción de Estudiantes para una Sociedad Democrática (Students for a Democratic Society, SDS), después de que éste se disolviera en 1969. 

### Años 1980-1990
Históricamente, una de las acciones más notables del grupo fue el levantamiento de una bandera roja, en la Misión de Álamo en San Antonio, el 20 de marzo de 1980. Esto se hizo por Damián García, quien fue asesinado un mes más tarde, el 22 de abril, en un proyecto de vivienda en Los Ángeles. EL PCR reclamó que su asesinato fue consecuencia de sus acciones en El Álamo, y alega la participación del Departamento de Policía de Los Ángeles. 
Otra notable actuación fue cuando un miembro de la organización juvenil del PCR, la Brigada de la Juventud Comunista Revolucionaria (Revolutionary Communist Youth Brigade), quemó una bandera norteamericana en la Convención Nacional Republicana de 1984, este caso conocido como Texas v. Johnson, que se llevó al Tribunal Supremo de los Estados Unidos.
El PCR confirmó que el levantamiento de 1992 en Los Ángeles como una "rebelión" a raíz de los veredictos sobre Rodney King. Luego el jefe del Departamento de Policía de Los Ángeles (LAPD) Daryl Gates afirmó que el PCR estaba involucrado en los disturbios. La de Los Ángeles ha sido por mucho tiempo una de las más grandes y más activas ramas del PCR. William "Mobile" Shaw es un líder local que se aprobó recientemente y recibió elogios públicos del Partido.

Como consecuencia de las acusaciones penales derivadas de una protesta contra Deng Xiaoping en la Casa Blanca en 1979, Bob Avakian y otros dirigentes del PCR huyeron de los Estados Unidos y han estado viviendo en Francia y en Reino Unido desde entonces, siendo exiliados políticos. Como resultado de todo este desarrollo, el PCR está activo en los Estados Unidos y Europa Occidental. La protesta, conocida coloquialmente como el Deng Demo, fue parte de la readaptación del movimiento comunista internacional a reconocer que el socialismo fue derrotado en la República Popular China, y que sus líderes, revisionistas, practican un capitalismo orientado hacia el liderazgo que se ha incautado el poder. 

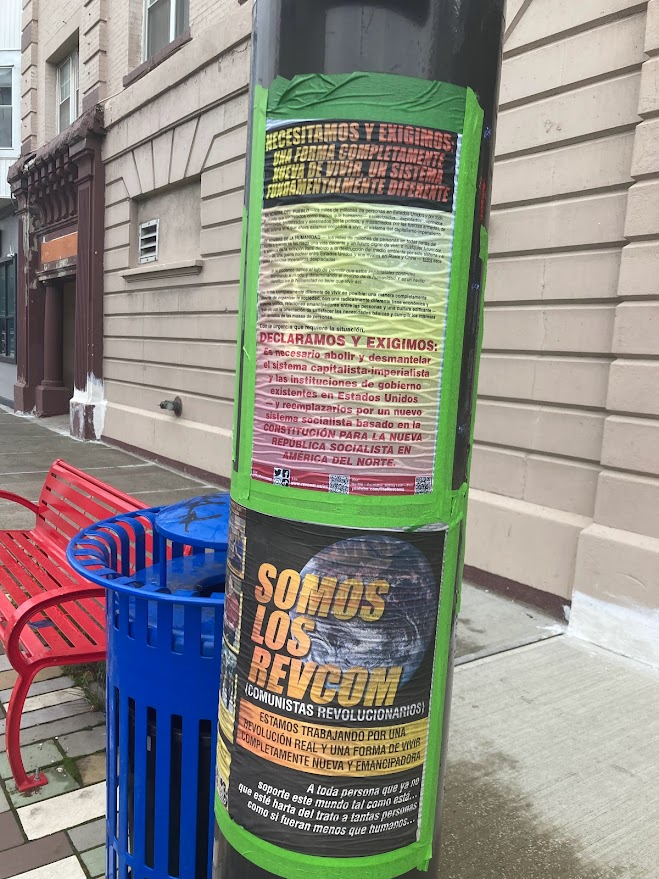
Carteles en español del RCP en Cleveland, 2023.

El PCR ayudó a fundar el Movimiento Revolucionario Internacionalista (MRI) (Revolutionary Internationalist Movement, RIM), una asociación de partidos comunistas y organizaciones revolucionarias desde Afganistán a Italia. El PCR ha defendido y criticado tanto el MRI como los participantes principales de los Pueblos en Guerra, incluido el Partido Comunista del Perú (Sendero Luminoso) y el Partido Comunista Unificado de Nepal. El MRI es una parte importante del movimiento comunista internacional que ve el período socialista como la continuación de la lucha de clases, con el papel de un partido de vanguardia en el gobierno para que las clases populares estén cada vez más en la administración de la sociedad en su conjunto. Los principales partidos del MRI, incluido el PCR y el PCN-M, al tiempo que afirman que la Unión Soviética era esencialmente socialista bajo el gobierno de Stalin, el "absolutismo" obstaculizó la capacidad de las masas para reponer las filas revolucionarias con el tiempo. Avakian, en particular, dice que los comunistas deben "reconocer la verdadera historia e intentar repetirla con mejores resultados".
El PCR se ha mantenido activo en una amplia variedad de luchas sociales, incluyendo pero no limitado a: la lucha contra la brutalidad policial y el encarcelamiento en masa de los activistas afroamericanos, los derechos reproductivos de la mujer, la defensa de Mumia Abu-Jamal, la oposición al régimen de George Bush y el autoritarismo del gobierno estadounidense. Además, convocó una gran manifestación el 2 de octubre de 2004, manifestándose en ella entre 60.000 y 80.000 personas.

### Actualidad
Hubo conversaciones con varias otras formaciones marxistas-leninistas en el efímero Comité de Enlace Nacional. El partido está dirigido por su presidente electo y su principal teórico y portavoz, Bob Avakian. Es uno de los pocos supervivientes y descendiente directo de la Nueva Izquierda (New Left) de la década de 1960 y 1970. Es el más grande, más activo, y más ampliamente reconocido grupo maoísta de los Estados Unidos. 
Más generalmente, los miembros y simpatizantes del PCR han participado activamente en la los grupos Rechazo y Resistencia (Refuse and Resist) (fundada por C. Clark Kissinger) y la Coalición 22 de Octubre para Detener la Brutalidad Policial, la Represión y la Criminalización de una Generación. Más recientemente, los miembros del PCR fueron la vanguardia en la creación del grupo contra la guerra No en Nuestro Nombre (Not in Our Name, NION) y El Mundo No Puede Esperar (The World Can't Wait): Fuera Bush y su Gobierno (The World Can't Wait, WCW). Otras organizaciones han iniciado el de La Resistencia y de No Negocios Es Habitual (No Business As Usual).
Seguidores jóvenes se unen a la Brigada de la Juventud Comunista Revolucionaria (Revolutionary Communist Youth Brigade, RCYB). Antes, los grupos de jóvenes afiliados entraban a la Brigada Attica (Attica Brigade) y la Brigada de Estudiantes Revolucionarios (Revolutionary Student Brigade).